# Loprazolam
Il loprazolam (venduto sotto il nome commerciale di Dormonoct) è uno psicofarmaco facente parte della categoria degli ansiolitici benzodiazepinici.
Il farmaco è stato brevettato nel 1975 e usato in campo medico per la prima volta nel 1983.

## Usi medici
Il loprazolam è indicato per il trattamento a breve termine dell'insonnia, inclusa la difficoltà ad addormentarsi e/o frequenti risvegli notturni. Le benzodiazepine dovrebbero essere usate per trattare l'insonnia solo quando è grave, invalidante o sottopone l'individuo a un disagio estremo. Prima di decidere sull'uso delle benzodiazepine per alleviare i sintomi, è necessario ricercare una causa alla base dell'insonnia.

## Controindicazioni
Sensibilità alle benzodiazepine, insufficienza polmonare acuta, insufficienza respiratoria grave, miastenia grave, stati fobici o ossessivi e sindrome da apnea notturna. Monoterapia nella depressione o nell'ansia associata a depressione e psicosi cronica e assunzione di alcol.

## Effetti indesiderati
In generale, il loprazolam è molto ben tollerato. Tuttavia, il giorno successivo possono verificarsi gli effetti collaterali comuni delle benzodiazepine, inclusi mal di testa, nausea, sonnolenza, ipotonia, offuscamento della vista, vertigini e atassia, in particolare in pazienti particolarmente sensibili o quando il dosaggio è stato eccessivo.
Gli effetti avversi comportamentali rari delle benzodiazepine includono scoppi aggressivi paradossali, eccitazione, confusione e la scoperta di depressione con tendenze suicide. Se si verificano queste reazioni, l'uso del farmaco deve essere interrotto. Effetti collaterali ancora più rari riportati con alcune benzodiazepine sono stati ipotensione, disturbi gastrointestinali e visivi, eruzioni cutanee, ritenzione urinaria, alterazioni della libido, discrasie ematiche e ittero.

## Proprietà farmacologiche

### Proprietà farmacodinamiche
Le benzodiazepine hanno un'azione diffusa in conseguenza del loro potenziamento del rilascio di acido gamma-amminobutirrico (GABA). Sono efficaci come anticonvulsivanti, miorilassanti, anti-ansia, pre-farmaci e ipnotici sedativi.

### Proprietà farmacocinetiche
La farmacocinetica del loprazolam orale somministrato in una singola dose o in dosi ripetute per 7 notti consecutive è stata studiata in uno studio cross-over bilanciato in sei soggetti maschi sani di età compresa tra 22 e 37 anni. I soggetti sono stati assegnati in modo casuale alle fasi di trattamento separate da intervalli di 2 settimane senza farmaci. Loprazolam viene somministrato in compresse da 1 mg.